# (123852) Jánboďa
(123852) Jánboďa est un astéroïde de la ceinture principale.

## Description
(123852) Jánboďa est un astéroïde de la ceinture principale. Il fut découvert le 15 février 2001 à Modra par Štefan Gajdoš et Adrián Galád. Il présente une orbite caractérisée par un demi-grand axe de 3,01 UA, une excentricité de 0,27 et une inclinaison de 5,6° par rapport à l'écliptique.

## Compléments